# Armjankowci
Armjakowci (bułg. Армянковци) – wieś podlegająca administracyjnie pod obszar wsi Belica, w środkowej Bułgarii, w obwodzie Gabrowo, w gminie Trjawna. Według danych Narodowego Instytutu Statystycznego, 31 grudnia 2011 roku wieś zamieszkiwała 1 osoba.